# A Pastoriza
A Pastoriza är en kommun i Spanien. Den ligger i provinsen Lugo i den autonoma regionen Galicien i den nordvästra delen av landet, 400 km nordväst om huvudstaden Madrid. Antalet invånare är 2 787 (2024).